# Östergötland
Östergötland is een zogenoemd landschap in het Zuid-Zweedse landsdeel Götaland. Het heeft een oppervlakte van 9979 km², heeft 413.000 inwoners (2000) en behoort tot de provincie Östergötlands län.
De hertogelijke titel van Östergötland is een van de dynastieke titels van het Zweedse koningshuis. Het hertogdom kan door de Zweedse koning worden gebruikt om aan zijn familieleden te verlenen. Bij haar geboorte verleende de koning de titel hertogin van Östergötland aan zijn oudste kleindochter en toekomstige koningin van Zweden, prinses Estelle.

## Bestuur
De landschappen in Zweden hebben geen bestuurlijke functie. Östergötland hoort bij de provincie Östergötlands län. Deze provincie beslaat behalve Östergötland ook nog gedeeltes van landschappen, die aan Östergötland grenzen.

## Geografie
Door het midden van Östergötland loopt van oost naar west de vlakte Östgöta-slätten, dit gebied bestaat voor het grootste deel uit landbouwgrond. Het zuidelijke deel behoort tot het Zuid-Zweedse hoogland, dit gedeelte is heuvelachtig, bebost en er liggen veel meren. Ook het noordelijke gedeelte van de provincie is heuvelachtig en bebost.
Östergötland grenst in het oosten aan de Oostzee, hier ligt een archipel, waarvan de eilanden een totale oppervlakte van 118 km² hebben. De meest belangrijke eilanden zijn Korsö, Gränsö, Arkö, Djursö, Yxnö, Finnö, Emtö, Fångö en Stora Ålö. De baai Bråviken stroomt redelijk diep het binnenland binnen.
De hoogste heuvel in het landschap is de 327 meter hoge Stenabohöjden. Het grootste meer is het Vättermeer, dat echter niet geheel in het landschap ligt. Het grootste meer dat geheel in het landschap ligt is Roxen.

### Klimaat
Östergötland heeft voor de breedtegraad waarop het landschap ligt een redelijk zacht klimaat. De hoeveelheid neerslag per jaar ligt ongeveer tussen de 500 en 600 mm. De gemiddelde temperatuur is ongeveer -2 °C in januari en ongeveer 16 °C in juli.

### Steden
De volgende plaatsen in Östergötland hebben stadsrechten (achter de stad staat het jaar, dat de stad stadsrechten kreeg):
- Linköping (1287)
- Mjölby (1922)
- Motala (1881)
- Norrköping (1384)
- Skänninge (ongeveer 1200)
- Söderköping (ongeveer 1200)
- Vadstena (ongeveer 1400)

Vandaag de dag is Linköping (97428 inwoners) de grootste stad in Östergötland, Norrköping (83561 inwoners) is de op een na grootste stad. Skänninge is tegenwoordig slechts een relatief klein plaatsje (3242 inwoners) en ook Mjölby (11927 inwoners) is redelijk klein.

## Economie
Östergötland is van oudsher een van de gebieden in Zweden met de meeste landbouw, ook vandaag de dag is er vooral in het midden van de provincie nog veel landbouwgrond te vinden en speelt de landbouw in verhouding een belangrijke rol in de economie.
De industrie speelt in steden een belangrijke rol, de belangrijkste industriesteden zijn Linköping (vliegtuigindustrie en levensmiddelenindustrie), Norrköping, Finspång (metaalverwerkende industrie) en Motala.
De belangrijkste werkgevers in Östergötland zijn o.a.: de Universiteit van Linköping, het provinciebestuur en Saab Aerospace in Linköping, Holmen Paper en Billerud in Norrköping, Cloetta Fazer in Ljungsbro, Partnertech in Åtvidaberg, Dometic in Motala en BT in Mjölby.

## Bezienswaardigheden

Onofficiële vlag van Östergötland

Het westen van Östergötland grenst aan het Vättermeer. Langs deze 150 kilometer lange oever zijn verschillende bezienswaardigheden te vinden. In Vadstena, dat van de 14e eeuw tot de 17e eeuw een belangrijk bestuurlijk centrum was, ligt het Sancta Brigitta klooster, een kasteel en een vrijwel intact oud centrum. Ten noorden van Vadstena ligt de aan het Götakanaal gelegen stad Motala. Deze stad ligt vlak bij de plaats waar het Götakanaal het Vättermeer instroomt. Iets ten zuiden van Vadstena ligt Omberg, een natuurreservaat en een heuvel aan het Vättermeer. Aan de zuidkant van deze heuvel ligt de ruïne van het Alvastra klooster, het oudste klooster van Zweden.
Ook Linköping, Norrköping en Söderköping zijn bezienswaardig. Linköping is sinds de Middeleeuwen, de belangrijkste stad van Östergötland, in de plaats ligt o.a. een kathedraal. Norrköping is een industriestad en er zijn nog redelijk veel dingen te vinden die te maken hebben met de industrialisatie. Söderköping was in de middeleeuwen een belangrijke haven en handelsstad, ook deze stad heeft een bezienswaardig stadscentrum.
In Östergötland leefde vroeger in verhouding veel adel. Veel kastelen uit die tijd zijn bewaard gebleven, onder andere Bjärka-Säby slott, Ekenäs slott, Finspångs slott, Löfstads slott, Sturefors slott en Stegeborgs slott.

### Foto's van bezienswaardigheden

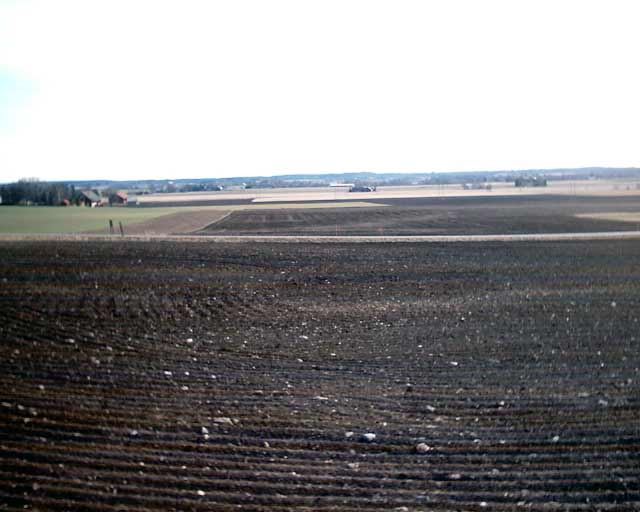
De vlakte Östgötaslätten.
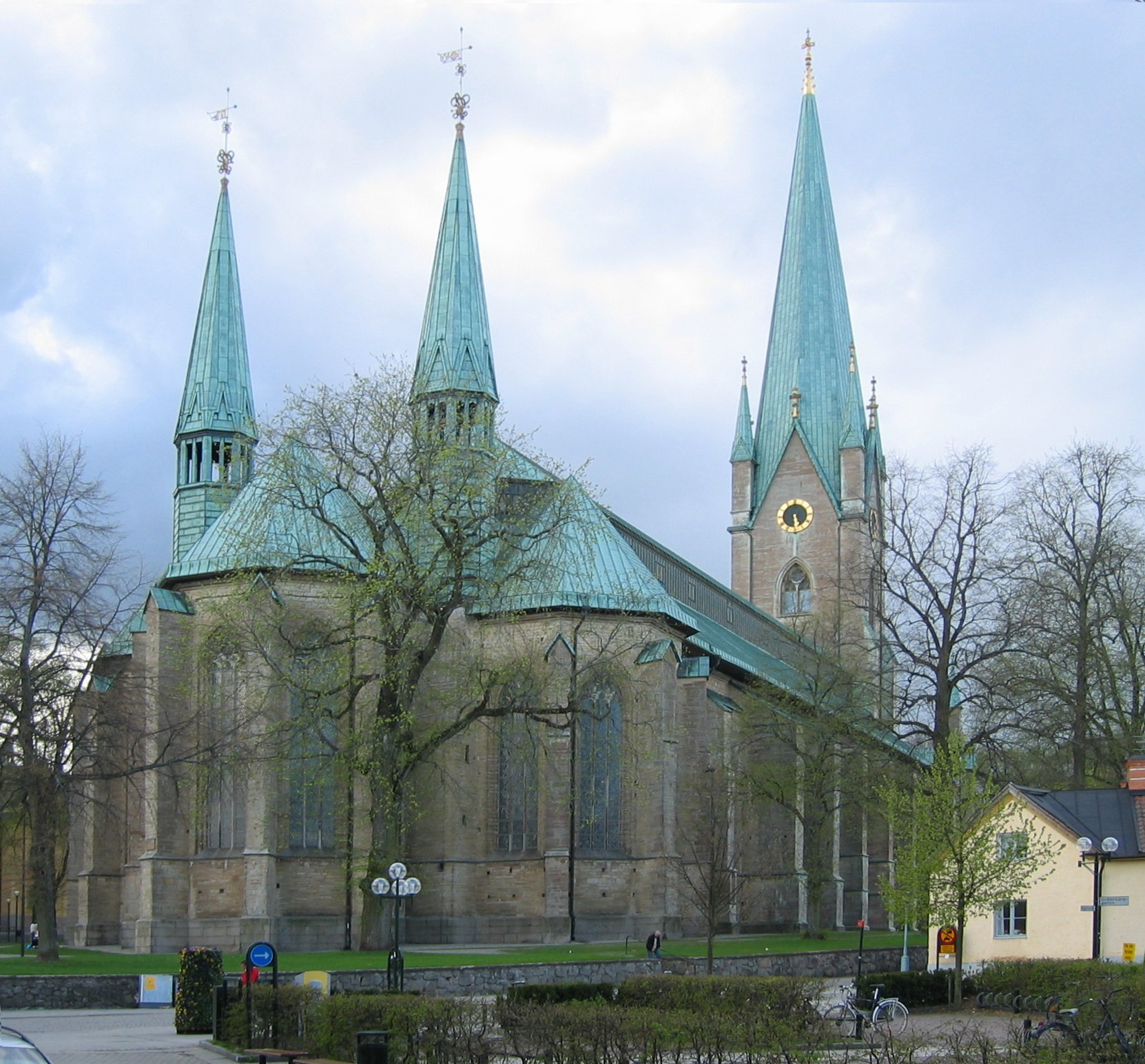
Kathedraal van Linköping
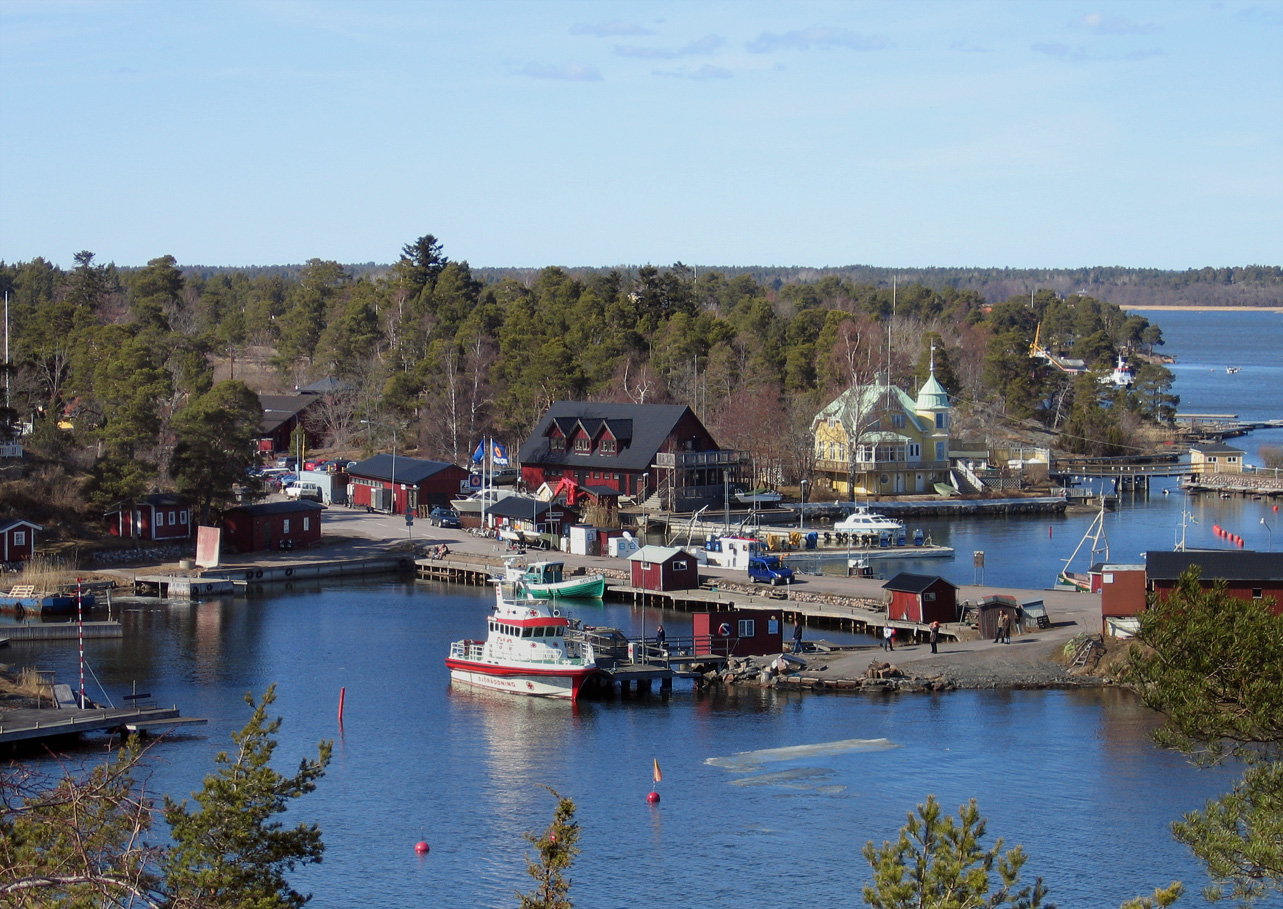
Arkösund
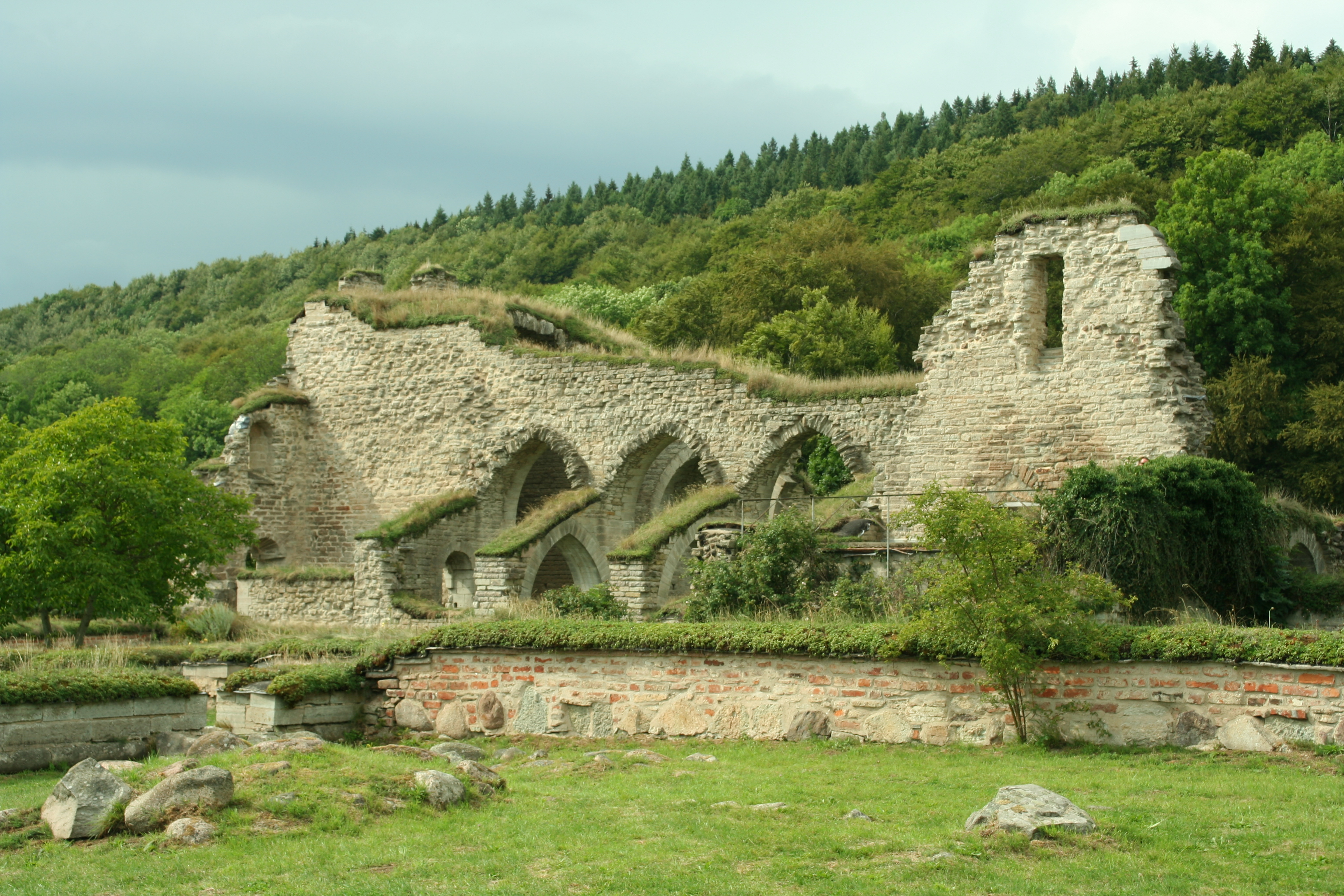
Ruïne Alvastra klooster